# 울진 행곡리 처진소나무
울진 행곡리 처진소나무는 대한민국 경상북도 울진군 근남면 행곡리에 있는 처진소나무이다. 대한민국의 천연기념물 제409호로 지정되어 있다.